# فيليب بنت (عازف جاز)
فيليب بنت (بالإنجليزية: Phillip Bent)‏ هو عازف جاز بريطاني، ولد في 16 سبتمبر 1964 في لندن في المملكة المتحدة.

## وصلات خارجية
- فيليب بنت على موقع ميوزك برينز (الإنجليزية)
- فيليب بنت على موقع أول ميوزيك (الإنجليزية)
- فيليب بنت على موقع ديسكوغز (الإنجليزية)